# Schwadmäher

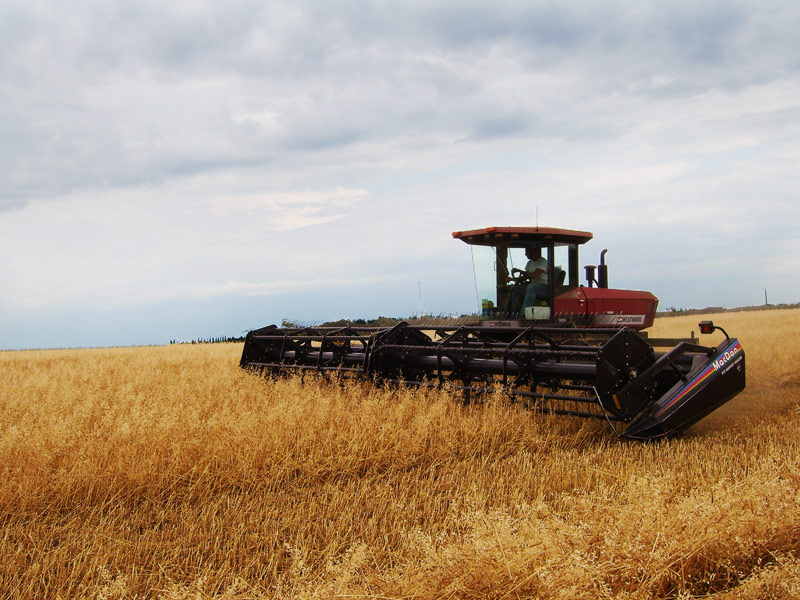
Schwadmäher

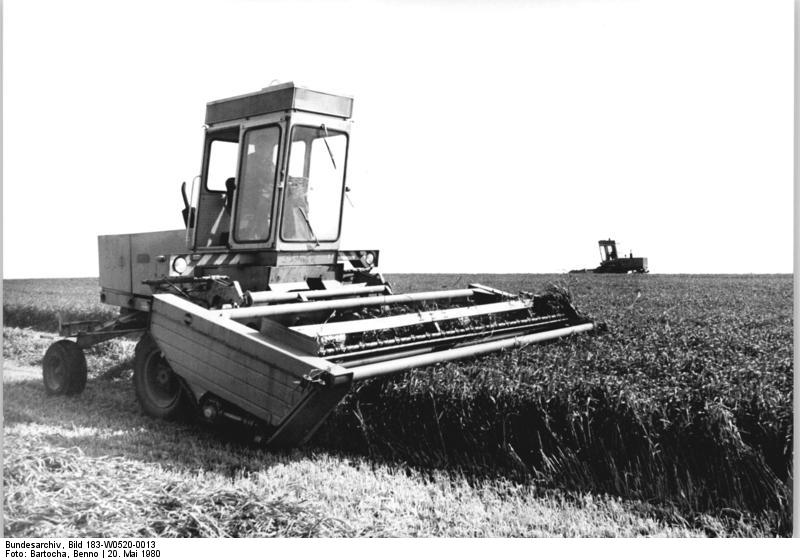
Schwadmäher (Fabrikat Fortschritt) bei der Ernte von Futterroggen (links im Bild das im Schwad hinter der Maschine abgelegte Mähgut)

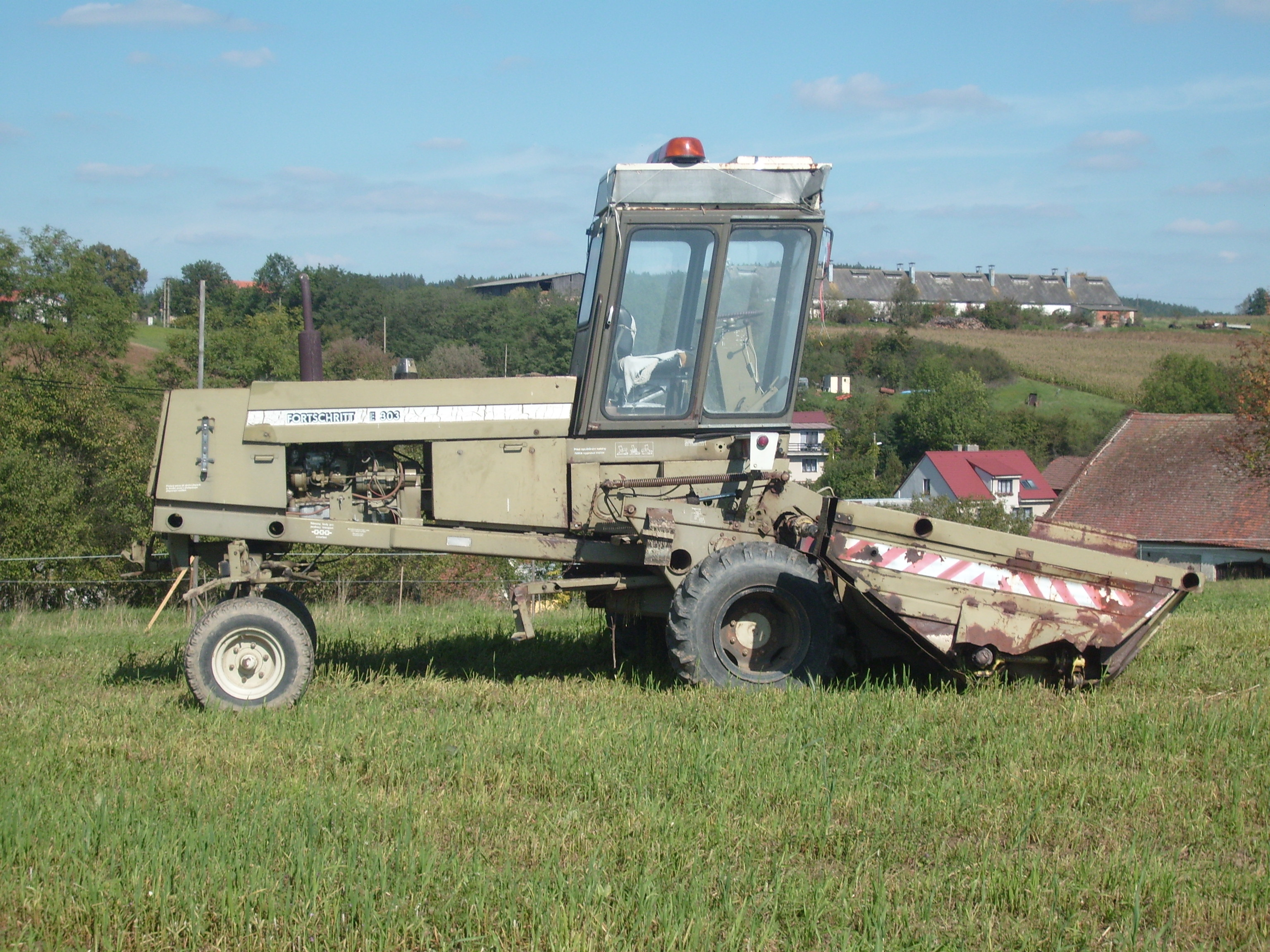
Schwadmäher E303

Der Schwadmäher ist eine Erntemaschine, mit der Erntegut wie Gras, Getreide, Nutzhanf oder Raps gemäht und in Schwaden auf dem Boden abgelegt wird.
Dieses Verfahren wird hauptsächlich in Ländern angewandt, in denen die Vegetationsperiode zu kurz ist, um das Getreide von selbst abreifen zu lassen. Würde das Getreide nicht erst abgemäht, so würde es unter Umständen nicht vor dem Winter abreifen. Eine Alternative wäre es das Getreide tot zu spritzen.
Wenn das Getreide abgereift ist, wird es gedroschen.